# Antti Törmänen
Antti Ilari Törmänen (* 19. září 1970, Espoo) je bývalý finský lední hokejista, křídelní útočník. S finskou reprezentací vyhrál mistrovství světa roku 1995 (historicky první finský titul), získal dvě stříbra na mistrovství světa (1998, 1999) a přivezl si bronz z olympijských her v Naganu roku 1998. Zúčastnil se též MS 1997 (5. místo). Má rovněž stříbro z mistrovství Evropy juniorů 1988. Finskou nejvyšší soutěž hrál za Jokerit Helsinky, čtyřikrát se s ním stal mistrem Finska (1992, 1994, 1997, 2002). Poslední titul získal jako kapitán týmu. Vyzkoušel i švédskou ligu v klubech HV71 a Södertälje SK. Jednu sezónu absolvoval i v NHL, v dresu Ottawa Senators (50 utkání). V roce 2008 byl uveden do Finské hokejové síně slávy. Po skončení hráčské kariéry se stal trenérem, vedl kluby ve Finsku (Espoo Blues, Jokerit, Vaasan Sport, IFK Helsinky) a Švýcarsku (SC Bern, EHC Biel). S Bernem získal v roce 2013 mistrovský titul. V současnosti je trenérem Bielu. Vystudoval ekonomii na univerzitě v Aalto. V červenci 2020 mu byla diagnostikována rakovina žlučníku.